# Рокпорт (Массачусетс)
Ро́кпорт (англ. Rockport) — город, расположенный на северо-востоке штата Массачусетс (США), на побережье Атлантического океана — на самой восточной оконечности мыса Кейп-Энн. Согласно Бюро переписи населения США (по переписи 2010 года), население Рокпорта составляло 6952 человек. 

## История
До прихода английских колонизаторов на территории современного мыса Кейп-Энн находилось несколько поселений индейского племени Агавам (Agawam). 

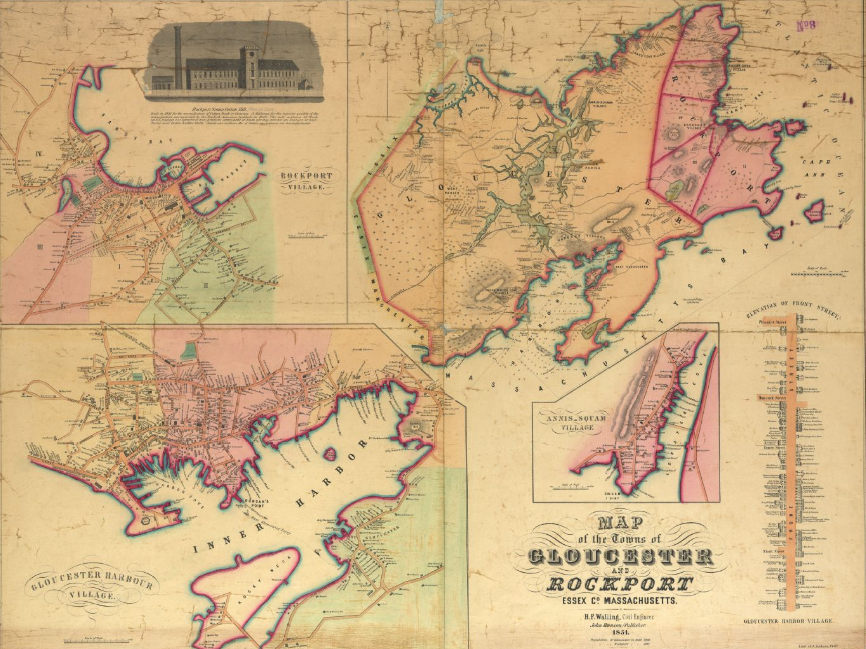
Глостер и Рокпорт на карте 1851 года

Первое европейское поселение в районе нынешнего Рокпорта датируется 1623 годом. Тем не менее, эти места в течение длительного времени считались окраиной Глостера и использовались в-основном для заготовки древесины, а также для рыбной ловли. В 1743 году у Рокпортской гавани был построен док, а к началу XIX века образовались гранитные каменоломни. К 1830-м годам Рокпортский гранит транспортировался по всему северо-восточному побережью США. В 1840 году Рокпорт стал городом (town).
8 июля 1856 года в Рокпорте произошло событие, получившее название «восстание против рома» (Rockport's revolt against rum). Примерно 200 женщин, ведомые 75-летней Ханной Джампер (Hannah Jumper) и другими активистсками, прошлись по всем местам в городе, торговавшим спиртными напитками, и разгромили все алкогольные запасы. Главной целью этого рейда была борьба за трезвый образ жизни их мужей. Цели своей они достигли — через некоторое время Рокпорт был объявлен безалкогольным городом. «Сухой закон» был частично отменён только в 2005 году, когда в ресторанах Рокпорта разрешили подавать спиртные напитки при условии, что посетитель покупает еду.

## География
Согласно Бюро переписи населения США, общая площадь, занимаемая Рокпортом, равна 45,5 км², из которых 18,3 км² занимает суша, а 27,2 км² — водная поверхность. Рокпорт расположен примерно в 60 км к северо-востоку от Бостона, немного восточнее города Глостер — на самой восточной оконечности мыса Кейп-Энн, и с трёх сторон оружён океаном. К Рокпорту также относятся три небольших острова недалеко от побережья — остров Тэчер (Thacher Island), остров Стрейстмут (Straitsmouth Island) и остров Милк (Milk Island).

## Достопримечательности и туризм
Как и соседний город Глостер, Рокпорт популярен среди туристов. В летние месяцы население Рокпорта может возрастать до 20 тысяч человек. Одной из основных достопримечательностей Рокпорта является коса Берскин-Нэк (Bearskin Neck), ограничивающая гавань с северной стороны. В частности, на ней находится знаменитый красный рыбацкий домик Motif #1 («мотив №1»), который считается одним из самых фотографируемых объектов в стране. 

## Галерея
|  |  |  |